# Sittha Boonlha
Sittha Boonlha (thailändisch สิทธา บุญหล้า, * 2. September 2004) ist ein thailändischer Fußballspieler.

## Karriere

### Verein
Sittha Boonlha erlernte das Fußballspielen in der Jugendmannschaft des Erstligisten Muangthong United sowie in der Jugendmannschaft vom Assumption United FC. Seinen ersten Vertrag unterschrieb er am 4. Januar 2022 beim Port FC. Der Verein aus der Hauptstadt Bangkok spielt in der ersten thailändischen Liga. Sein Erstligadebüt gab Sittha Boonlha am 1. Mai 2022 (29. Spieltag) im Heimspiel gegen den Nongbua Pitchaya FC. Hier wurde er in der 81. Minute für den Spanier Sergio Suárez eingewechselt. Port gewann das Spiel 3:0. Im Juni 2022 wechselte er auf Leihbasis zum Zweitligisten Customs United FC. Mit dem Verein aus Samut Prakan wurde man am Ende der Saison 2022/23 Tabellendritter und qualifizierte sich somit für die Aufstiegsspiele zur ersten Liga. Hier musste man sich jedoch im Finale gegen den Uthai Thani FC geschlagen geben. Nach einer Spielzeit kehrte er im Sommer 2023 zum Port FC zurück.

### Nationalmannschaft
Sittha Boonlha spielte bisher fünfmal in der thailändischen U23-Nationalmannschaft. Mit der Mannschaft nahm er im Februar 2022 an der AFF U23 Meisterschaft in Kambodscha teil. Im Finale unterlag man Vietnam mit 1:0.